# Udo Lattek
Udo Lattek (Bosemb, Prússia Oriental, avui Polònia, 16 de gener de 1935 - Colònia, 1 de febrer de 2015) fou un antic entrenador del FC Barcelona, considerat com el de més èxit del futbol alemany i amb un dels currículums més destacats del futbol europeu. El dia 14 d'octubre de 2013 la seva dona Hildegard va confirmar que Udo Lattek patia la malaltia de Parkinson.

## Palmarès com a entrenador
- 1 Copa d'Europa: 1974, amb l'FC Bayern de Múnic.
- 1 Recopa d'Europa: 1982,[4][5] amb el FC Barcelona.
- 1 Copa de la UEFA: 1979, amb el Borussia Moenchengladbach.
- 8 Lligues alemanyes:

- 6 amb l'FC Bayern de Múnic: 1972, 1973, 1974, 1985, 1986 i 1987.
- 2 amb el Borussia Moenchengladbach: 1976 i 1977.

- 3 Copes de la RFA: 1971, 1984 i 1986, amb el Bayern de Múnic.